# Recques-sur-Course
 Recques-sur-Course  es una población y comuna francesa, situada en la región de Norte-Paso de Calais, departamento de Paso de Calais, en el distrito de Montreuil y cantón de Étaples.

## Demografía
| 188 | 186 | 172 | 191 | 267 | 292 |
| Para los censos de 1962 a 1999 la población legal corresponde a la población sin duplicidades (Fuente: INSEE [Consultar]) |     |     |     |     |     |